# Хон Джин
Хон Мён Хи, кор. 홍면희?, 洪冕喜?, позже известный как Хон Джин, кор. 홍진?, 洪震? (28 ноября 1877—1946) — один из лидеров корейского освободительного движения. Был четвёртым председателем Временного правительства страны в 1926 году. Родился в эпоху династии Чосон в Йондоне, провинция Чхунчхондо в семье аристократа-янбана. Окончил Императорский университет Кэйдзё, юридический факультет, стал частным юристом, также работал прокурором до присоединения к движению за независимость Кореи.
Занимал ряд административных постов во Временном правительстве. При его председательстве в этой организации, корейское Временное правительство было признано Китаем, Францией и Польшей. Главным направлением работы в правительстве было объединение различных фракций и движений корейских патриотов во время периода японского колониального правления.